# 神明社 (東久留米市南町)
神明社（しんめいしゃ）は、東京都東久留米市にある神社である。

## 歴史
柳久保新田の鎮守。元文元年創立といわれる。この頃、柳窪新田が開発された。『新編武蔵風土記稿』には大神宮と記載がある。現在の本殿は、文久元年に建立のようである。
1879年（明治12年）、村社に列せられる。
1968年（昭和43年）に本殿上屋、拝殿を新築した。

## 祭神
- 天照皇大神